# Georgia

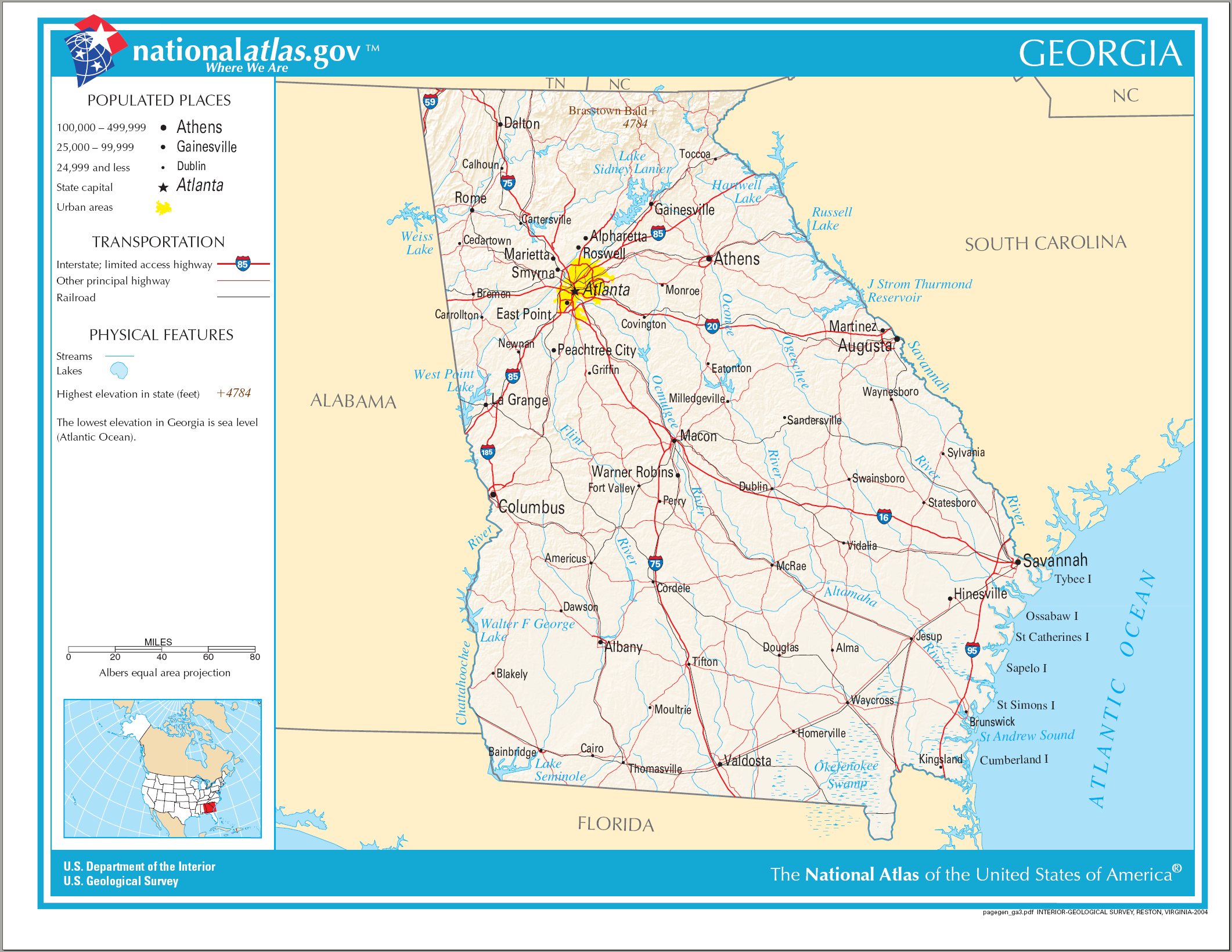
Mapa stanu

Georgia (wymowa:/ˈdʒɔrdʒə/ⓘ) – stan w południowo-wschodniej części Stanów Zjednoczonych, największy na wschód od Missisipi. Nazwa stanu została nadana na cześć króla Wielkiej Brytanii Jerzego II Hanowerskiego (ang. George II).
Graniczy: od północy z Tennessee i Karoliną Północną, od wschodu z Karoliną Południową i Oceanem Atlantyckim, od południa z Florydą, od zachodu z Alabamą. Północna część Georgii leży w Górach Błękitnych (Appalachy). Na południe od nich rozpościera się płaskowyż Piedmont, który przechodzi w pofałdowaną Nizinę Nadbrzeżną.
Pierwotnie ludność tych terenów stanowili Czirokezi i Indianie Creek. Georgia była jedną z trzynastu kolonii, które w 1775 r. zbuntowały się przeciwko panowaniu brytyjskiemu, co zapoczątkowało amerykańską rewolucję.
Obszar metropolitalny Atlanty liczy ponad 6 mln mieszkańców i jest ósmą co do wielkości aglomeracją w Stanach Zjednoczonych. Znajduje się tutaj najbardziej ruchliwe, międzynarodowe lotnisko Hartsfield-Jackson Atlanta, które w 2016 roku obsłużyło ponad 100 milionów pasażerów.

## Historia

### Okres przedkolonialny
W 1540 r. na teren obecnego stanu przybyła pierwsza hiszpańska ekspedycja Hernanda de Soto, który opisał pradawne kultury tubylców o wspólnej obecnie nazwie Mound Builders. Wyróżniały się one m.in. budową okazałych kopców, które miały charakter religijny, ceremonialny, oraz mieszkalny dla ówczesnych notabli. Pozostałości tych budowli znajdują się w wielu miejscach Georgii. Jednym z obszarów na którym są zachowane i udostępnione do zwiedzania są kopce w parku stanowym Kopce Kolomoki.
Trwała kolonizacja terenów Georgii zaczęła się od około 1570 r., kiedy hiszpańscy kolonizatorzy zamieszkujący współczesną Florydę utworzyli misje na terenie przybrzeżnych wysp oraz wodzostwa Guale i na terenach Indian Mocama żyjących wzdłuż atlantyckiego wybrzeża obecnej Georgii.
W 1670 r. rozpoczął się konflikt o tereny Georgii pomiędzy Hiszpanią i Anglią, władającą sąsiednią Karoliną (obecnie Karolina Południowa). System hiszpańskich misji, po długich walkach Hiszpanów z Anglikami, sprzymierzonymi z Indianami, został całkowicie zniszczony w latach 1702–1704. Po 1704 r. hiszpańska kontrola ograniczała się do Pensacoli oraz St. Augustine (obecnie Floryda), a sam półwysep Floryda aż do archipelagu Florida Keys został celem brytyjskich wypadów. Wybrzeże Georgii było okupowane przez sprzymierzonych z Brytyjczykami Indian (głównie przez plemię Yamasee) aż do tzw. wojny Yamasee (Yamasee War) w latach 1715–1717. Wojna wyludniła wybrzeże, otwierając miejsce do brytyjskiej kolonizacji. W 1724 r. zasugerowano po raz pierwszy, aby brytyjska kolonia została nazwana Prowincja Georgia.

### Kolonia Georgia
W 1732 r. stowarzyszeniowa grupa członków parlamentu brytyjskiego uzyskała zlecenie królewskie na utworzenie Powiernictwa Prowincji Georgia (Trustees of the Province of Georgia). W tym samym roku król Jerzy II przyznał prawo do zasiedlenia kolonii Jamesowi Oglenthrope, a kolonia przyjęła nazwę od imienia króla (ang. George = Jerzy). Stowarzyszenie wybrało 113 kandydatów na pierwszych kolonistów, którzy po odbyciu rejsu na pokładzie statku Anna 12 lutego 1733 wylądowali w okolicach obecnego Savannah.

### Stan
- 2 stycznia 1788 – ratyfikacja Konstytucji (jako 4. stan); od tego czasu wzmożone osadnictwo.
- 1836 – Wesleyan College(inne języki) w Macon była pierwszą uczelnią na świecie posiadającą uprawnienia do nadawania stopni naukowych kobietom[3].
- 1861–1865 – wojna secesyjna, stan opowiedział się po stronie Konfederacji. Został poważnie zniszczony przez unijnego generała Shermana (w tym stołeczna Atlanta).
- 1886 – w Atlancie rozpoczęto produkcję i sprzedaż napoju nazwanego później coca-colą.

### Propozycje podziału
W ramach koncepcji 51. stanu w Georgii powstały dwie większe propozycje podziału:
- Hrabstwo Dade w północno-zachodniej części stanu Georgia nie miało połączeń drogowych z resztą stanu aż do 1939. Jedyne drogi do tego regionu prowadziły z Alabamy i Tennessee. Politycy chcieli secesji hrabstwa i utworzyli Niezależny Stan Dade (Independent State of Dade). W 1939 r., kiedy do Georgii dołączono ziemie które później stały się Parkiem Stanowym Kanionu Cloudland, hrabstwo wreszcie uzyskało komunikację z Georgią i oficjalnie się do niej włączyło, choć do dzisiaj pozostaje w użyciu pojęcie „Stan Dade”[4].
- W styczniu 2008 r. publicysta Bill Shipp(inne języki) napisał artykuł dotyczący utworzenia dwóch stanów w Georgii. W dużej mierze było to spowodowane silną suszą w południowej Georgii i obawą naruszenia praw jej mieszkańców przez polityków z części północnej stanu[5].

## Geografia

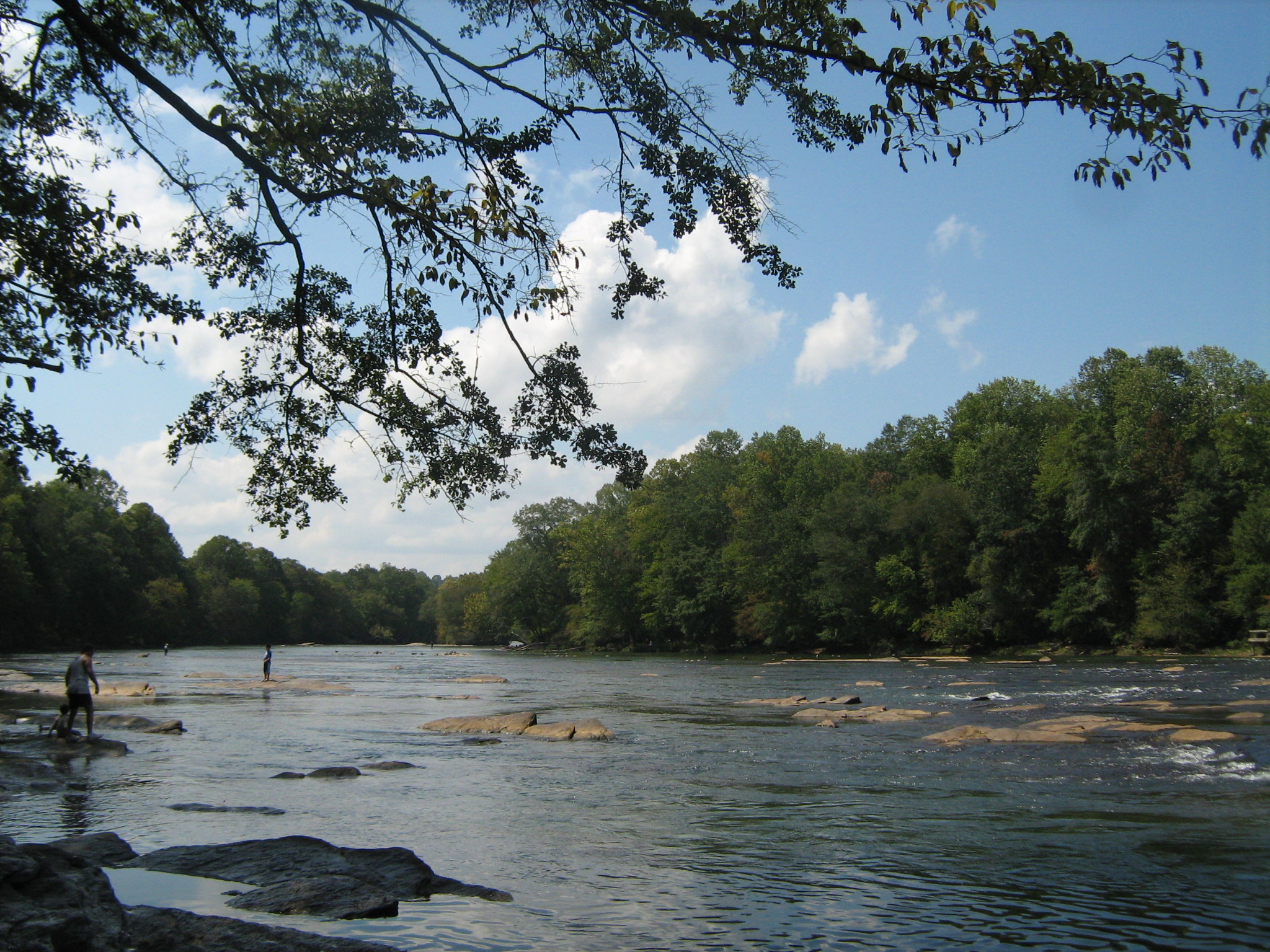
Rzeka Chattahoochee

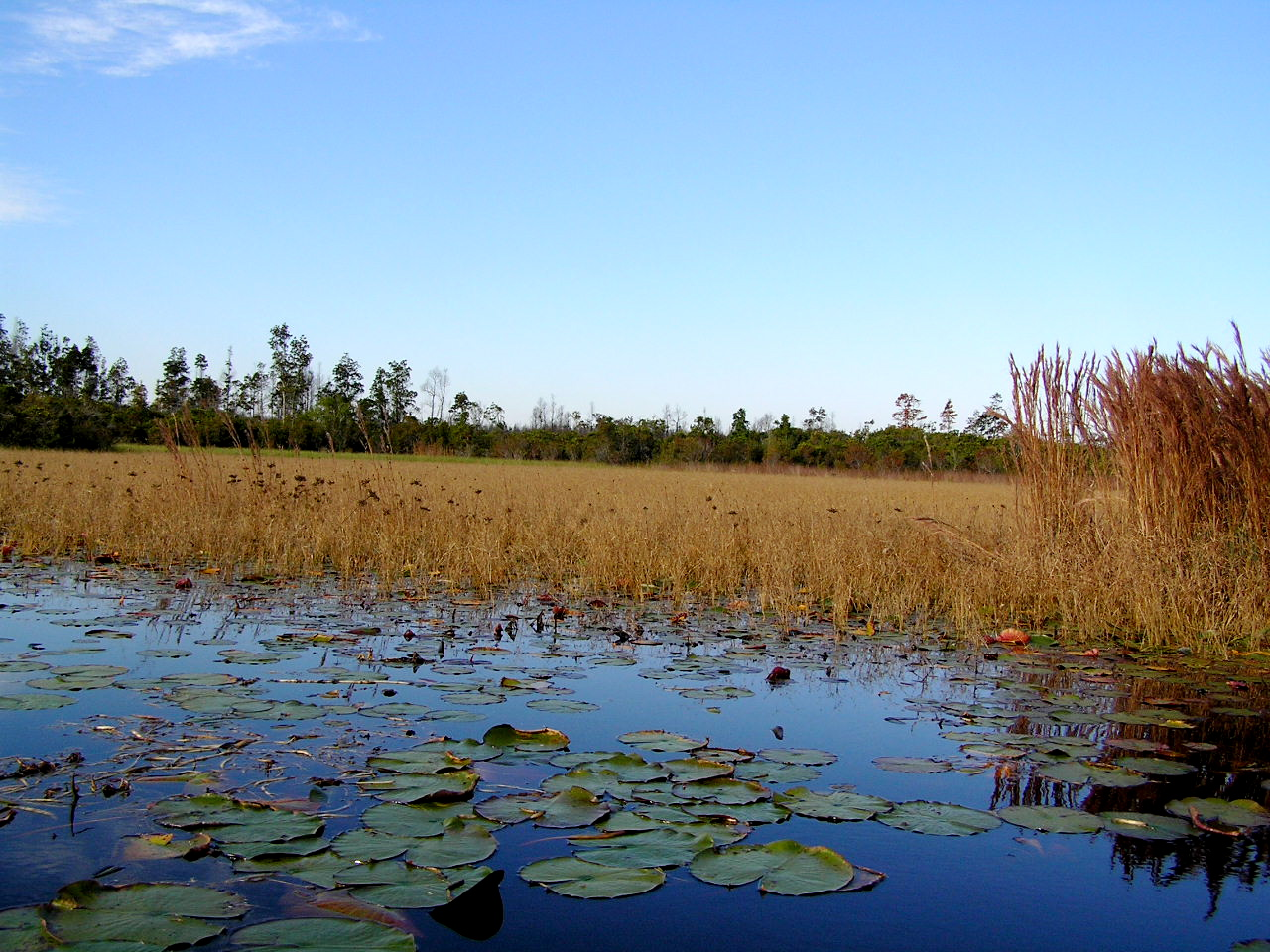
Bagno Okefenokee uważane za jeden z siedmiu cudów przyrody stanu Georgia.

Dwie trzecie obszaru stanu jest zalesione. Najwyższym szczytem jest Brasstown Bald (syn. Enotah) o wysokości 1459 m n.p.m. Znaczne wzniesienia w północno-zachodniej części stanu, w pobliżu granicy z Karoliną Północną stanowią południowy kraniec Appalachów.

### Granice
Wschodnią granicę stanu stanowi Ocean Atlantycki. Na północ od brzegu oceanu granica z Karoliną Południową biegnie w kierunku północno-zachodnim w górę rzeki Savannah do ujścia rzek Tugaloo i Seneca. Następnie, wzdłuż biegu Tugaloo, aż do jej największego dopływu, rzeki Chattooga.
Następnie granica zakręca wokół hrabstwa Rabun, aż do 35° szerokości geograficznej północnej. Równoleżnik ten wytycza granicę pomiędzy Karoliną Północną i Tennessee a Georgią oraz Tennessee a Alabamą, aż do rzeki Missisipi.
Granica zachodnia z Alabamą zaczyna się w pobliżu miasta Chattanooga w Tennessee, w najdalej na zachód wysuniętym punkcie rzeki Chattahoochee. Stąd biegnie około 250 km w linii prostej do miasta West Point. Stamtąd granica biegnie meandrami rzeki Chattahoochee na południe do jej połączenia z rzeką Flint. W miejscu połączenia dociera do granicy z Florydą i kieruje się w linii prostej na wschód, docierając do rzeki St. Marys River, z której biegiem dociera do Oceanu Atlantyckiego.

### Dane statystyczne
- Klimat: morski, tropikalny, zimą wyraźnie wpływy kontynentalnego.
- Główne rzeki: Flint, Altamaha, Chattahoochee, Coosa, Savannah, Oconee, Ogeechee, Ocmulgee, Satilla, Suwannee.
- Roślinność: jałowiec wirginijski, ambrowiec balsamiczny, orzesznik.
- Fauna: jeleń wirginijski, pancernik dziewięciopaskowy i inne ssaki, przedrzeźniacz północny, przedrzeźniacz rudy i 160 innych gatunków ptaków, grzechotnik diamentowy, mokasyn miedziogłowiec, salamandra plamista, mokasyn błotny, alligatory oraz 79 gatunków gadów i 63 płazy, z ryb słodkowodnych popularne są m.in. są pstrągi, leszcze, sumy a słonowodnych kulbaki, flądry i tarpony. Ponadto na wybrzeżu oceanicznym spotyka się wieloryby i morświny oraz krewetki, ostrygi i kalinki błękitne.
- Liczba hrabstw: 159 (lista).
- Największe hrabstwo: Fulton.
- Liczba parków stanowych: 53.

### Miasta
Na terenie stanu Georgia znajduje się 538 miast (city lub town), w tym 8 o liczbie ludności przekraczającej 100 000, 97 powyżej 10 000 mieszkańców, a 300 powyżej 1000 mieszkańców (2021 r.).
Lista miast zamieszkanych przez 15 000 lub więcej osób (2021 r.):

- Atlanta (496 461)
- Columbus (205 617)
- Augusta (201 196)
- Macon (156 762)
- Savannah (147 088)
- Athens (127 358)
- South Fulton (108 575)
- Sandy Springs (107 180)
- Roswell (92 530)
- Johns Creek (82 065)
- Warner Robins (81 446)
- Albany (69 048)
- Alpharetta (66 127)
- Marietta (61 497)
- Stonecrest (59 863)
- Smyrna (55 685)
- Valdosta (55 567)
- Brookhaven (55 366)
- Dunwoody (50 901)
- Gainesville (43 417)
- Newnan (43 298)
- Peachtree Corners (42 108)
- Milton (41 259)
- Peachtree City (38 818)
- East Point (38 141)
- Rome (37 746)
- Tucker (36 855)
- Woodstock (36 198)
- Douglasville (35 561)
- Hinesville (35 420)
- Canton (34 576)
- Dalton (34 285)
- Statesboro (33 399)
- Kennesaw (33 049)
- Duluth (31 864)
- LaGrange (31 551)
- Lawrenceville (30 516)
- McDonough (30 356)
- Chamblee (29 781)
- Stockbridge (29 163)
- Carrollton (27 493)
- Union City (27 359)
- Pooler (26 930)
- Sugar Hill (25 259)
- Decatur (24 569)
- Griffin (23 643)
- Cartersville (23 222)
- Acworth (22 284)
- Perry (22 029)
- Suwanee (21 918)
- Snellville (20 753)
- Forest Park (19 798)
- Fayetteville (19 284)
- Kingsland (19 075)
- Thomasville (18 867)
- Winder (18 825)
- St. Marys (18 521)
- Villa Rica (17 830)
- Buford (17 683)
- Norcross (17 642)
- Richmond Hill (17 556)
- Conyers (17 508)
- Holly Springs (17 473)
- Calhoun (17 318)
- Tifton (17 235)
- Milledgeville (17 165)
- Powder Springs (17 083)
- Fairburn (16 597)
- Grovetown (16 566)
- Dublin (16 121)
- Americus (15 989)
- Monroe (15 264)
- Lilburn (15 168)
- Brunswick (15 145)

## Demografia

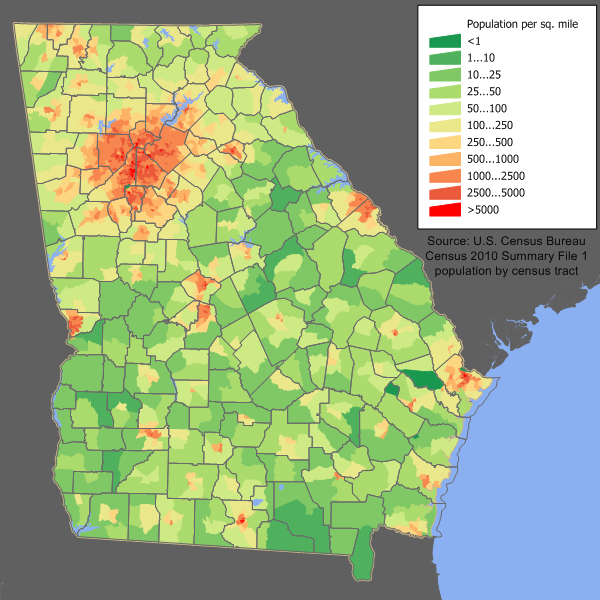
Gęstość zaludnienia w Georgii

Spis ludności z roku 2020 stwierdza, że stan Georgia liczy 10 711 908 mieszkańców, co oznacza wzrost o 1 024 255 (10,6%) w porównaniu z poprzednim spisem z roku 2010. Dzieci poniżej piątego roku życia stanowią 6,2% populacji, 23,6% mieszkańców nie ukończyło jeszcze osiemnastego roku życia, a 14,3% to osoby mające 65 i więcej lat. 51,4% ludności stanu stanowią kobiety.

### Rasy i pochodzenie
Według danych z 2019 roku, 57,8% mieszkańców stanowiła ludność biała (51,8% nie licząc Latynosów), 31,9% to Czarna odmiana człowieka lub Afroamerykanie, 4,1% to Azjaci, 2,7% miało rasę mieszaną, 0,4% to rdzenna ludność Ameryki, 0,07% to Hawajczycy i mieszkańcy innych wysp Pacyfiku. Latynosi stanowią 9,8% ludności stanu.
Według danych Pew Research Center z 2019 roku społeczność afroamerykańska licząca 3,6 mln jest trzecią co do wielkości (po Teksasie i Florydzie) w Stanach Zjednoczonych. Rozmieszczenie społeczności afroamerykańskiej w Georgii jest nierównomierne, z najwyższym odsetkiem w hrabstwach Clayton (73,4%), Dougherty (71,7%) i Hancock (68,9%).
Wśród osób deklarujących białe pochodzenie do największych grup należą osoby pochodzenia: angielskiego (7,1%), irlandzkiego (6,5%), niemieckiego (5,9%) i meksykańskiego (5,4%). Ponadto duża grupa osób (9,7%) deklaruje pochodzenie „amerykańskie”. Istnieją także duże grupy osób pochodzenia włoskiego (227,4 tys.), europejskiego (217,4 tys.), afrykańskiego subsaharyjskiego (199,3 tys.), szkockiego (173,6 tys.), francuskiego (158,5 tys.), hinduskiego (152,2 tys.), polskiego (121,1 tys.), szkocko–irlandzkiego (117,8 tys.) i portorykańskiego (108,7 tys.).

### Język
W 2010 roku najpowszechniej używanymi językami były: język angielski (87,35%) i język hiszpański (7,42%).

### Polonia
Najwyższy odsetek Polaków występuje w takich hrabstwach, jak: Forsyth (2,5%), Cherokee (2,1%), Barrow (2,1%), Fayette (1,9%) i Dawson (1,9%).

## Religia

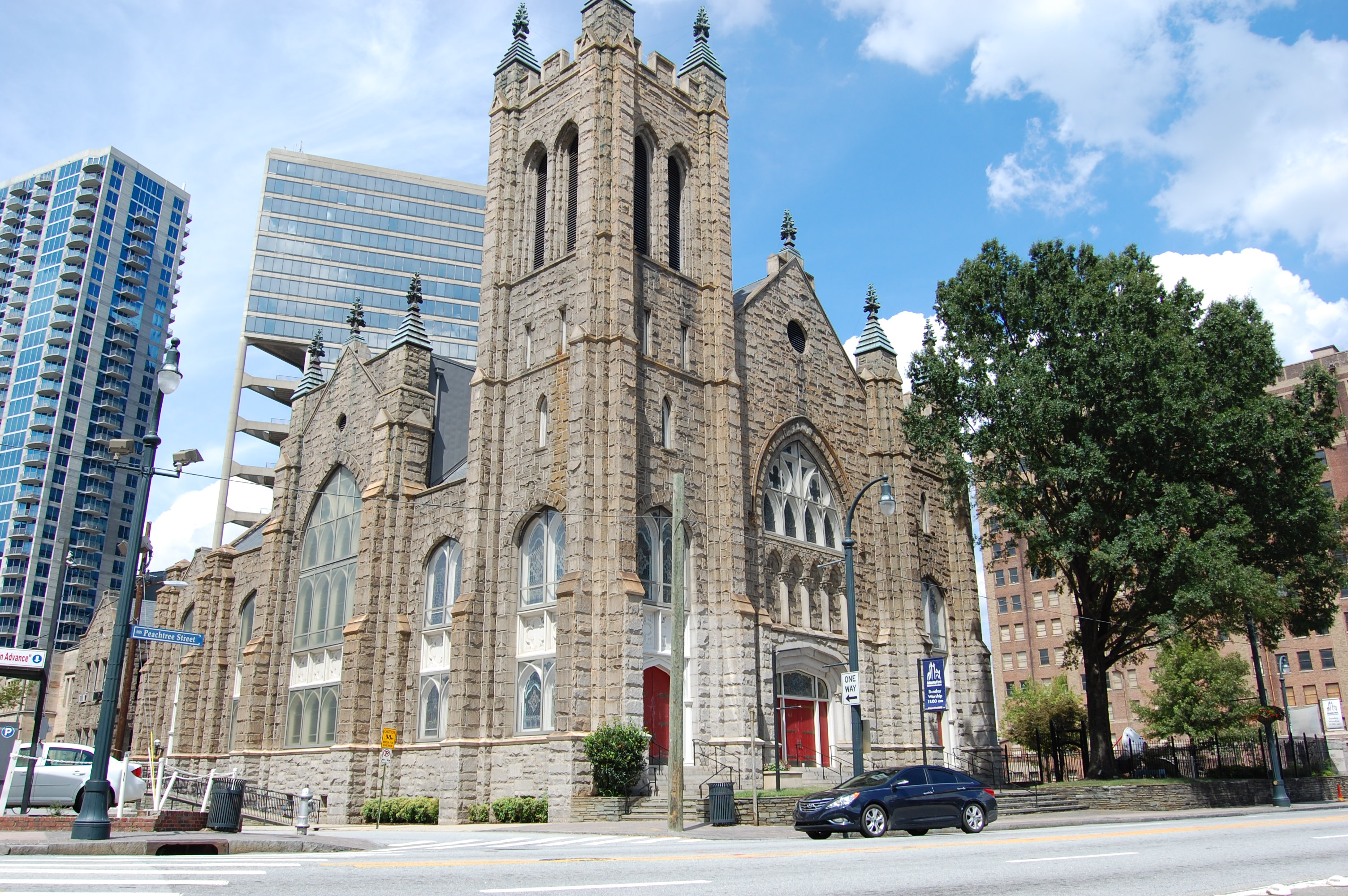
Pierwszy Zjednoczony Kościół Metodystów w Atlancie

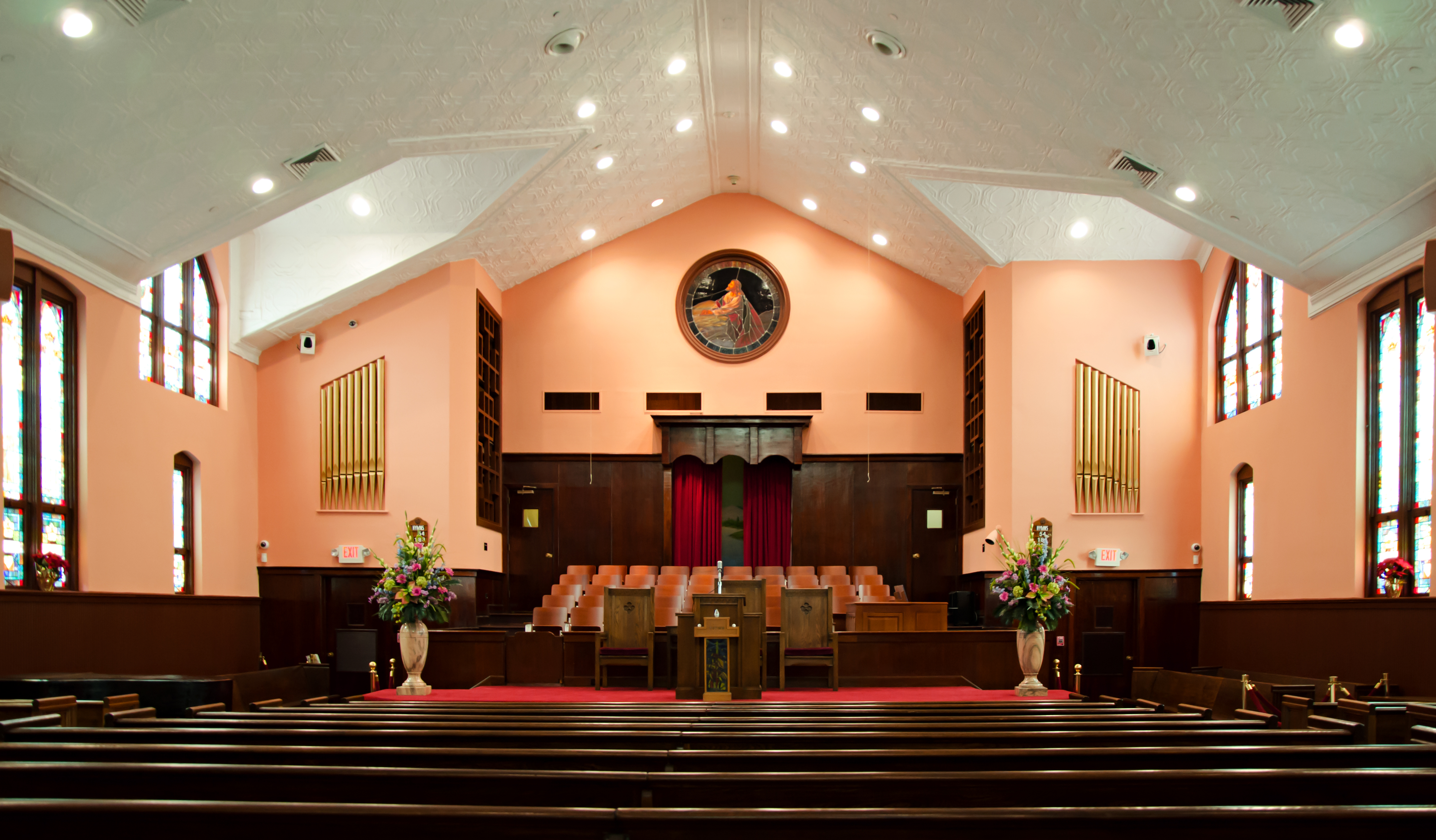
Wnętrze kościoła baptystów w Atlancie

Podobnie jak sąsiednie stany znajdujące się w pasie biblijnym, Georgia jest jednym z najbardziej religijnych stanów w USA, gdzie trzy czwarte dorosłych twierdzi, że wierzy w Boga z absolutną pewnością.
Struktura religijna w 2014 roku:
- protestanci – 67%
  - baptyści – 34%
  - bezdenominacyjni – 8%
  - metodyści – 7%
  - zielonoświątkowcy – 6%
- brak religii – 18% (w tym 2% agnostycy i 2% ateiści)
- katolicy – 9%
- inne religie – 6% (w tym mormoni, muzułmanie, żydzi, hindusi, świadkowie Jehowy, buddyści, prawosławni, bahaici, scjentyści, New Age i unitarianie uniwersaliści[18]).

Georgia ma czwartą co do wielkości społeczność ewangelikalną, a 38% populacji związane jest z ewangelikalnym protestantyzmem. Do największych związków wyznaniowych należą: Południowa Konwencja Baptystów, Zjednoczony Kościół Metodystyczny i Kościół katolicki.

## Gospodarka
Produkt krajowy brutto Georgii w 2015 roku osiągnął wartość 442,4 mld USD, co uplasowało stan na 11. miejscu w Stanach Zjednoczonych. Roczny wzrost PKB w 2016 roku wyniósł 3% i był jednym z najwyższych w Stanach Zjednoczonych (średnia dla wszystkich stanów w 2016 roku wyniosła 1,5%). W przeliczeniu na głowę mieszkańca w 2016 roku wyniósł on 44 723 co uplasowało stan na 29. miejscu spośród amerykańskich stanów (średnia krajowa w 2016 wyniosła 50 577 USD).
W Georgii ma siedzibę główną wiele największych światowych przedsiębiorstw. W Atlancie ma siedzibę główną Delta Air Lines, największa pod względem posiadanych samolotów linia lotnicza na świecie i druga pod względem przewiezionych pasażerów w 2016 r. Port lotniczy Atlanta – Hartsfield-Jackson jest główną siedzibą i hubem firmy, co przekłada się na ponad 100 mln pasażerów rocznie i miano najruchliwszego portu lotniczego na świecie. Ponadto w Georgii mają główną siedzibę The Coca-Cola Company, Home Depot, United Parcel Service (UPS), Honeywell, SunTrust Banks i wiele innych przedsiębiorstw.

### Przemysł i bogactwa naturalne

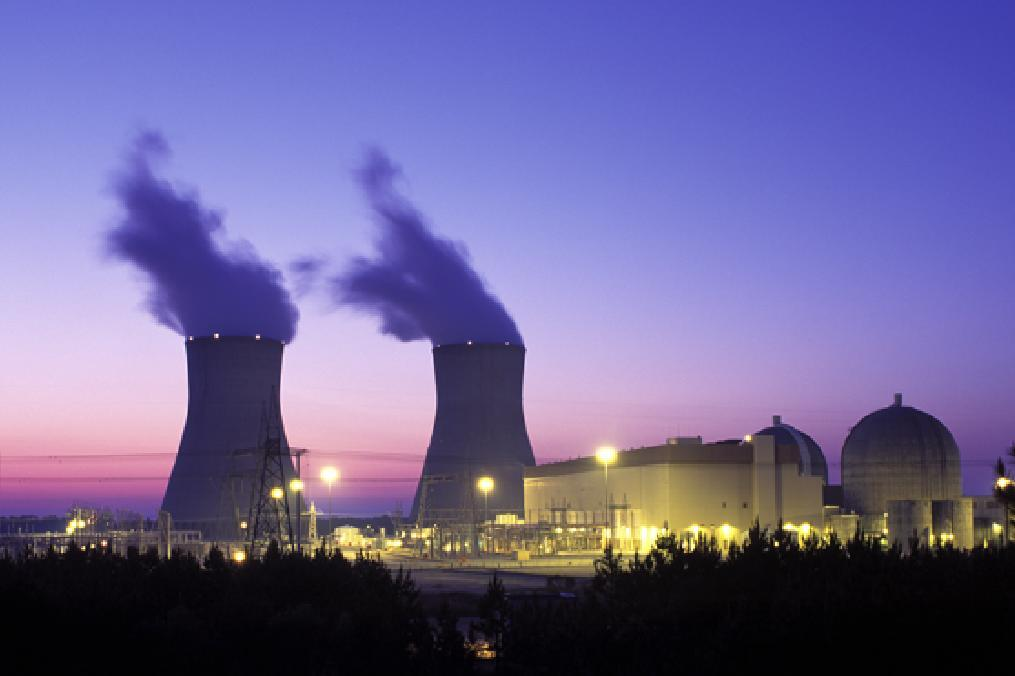
Elektrownia jądrowa Vogtle w hrabstwie Burke do 2023 roku ma mieć 4 reaktory i podwoić swoją moc wytwórczą.

- przede wszystkim wydobywczy (boksyty, kaolin, kamień)
- papierniczy
- tekstylny
- spożywczy, przetwórczy
- turystyczny

Georgia jest liderem w dziedzinie leśnictwa komercyjnego, ma wiele zakładów przetwórstwa drewna, elektrowni opalanych drewnem i producentów pelletu drzewnego, z czego większość pelletu jest wysyłana do Europy.

### Energia

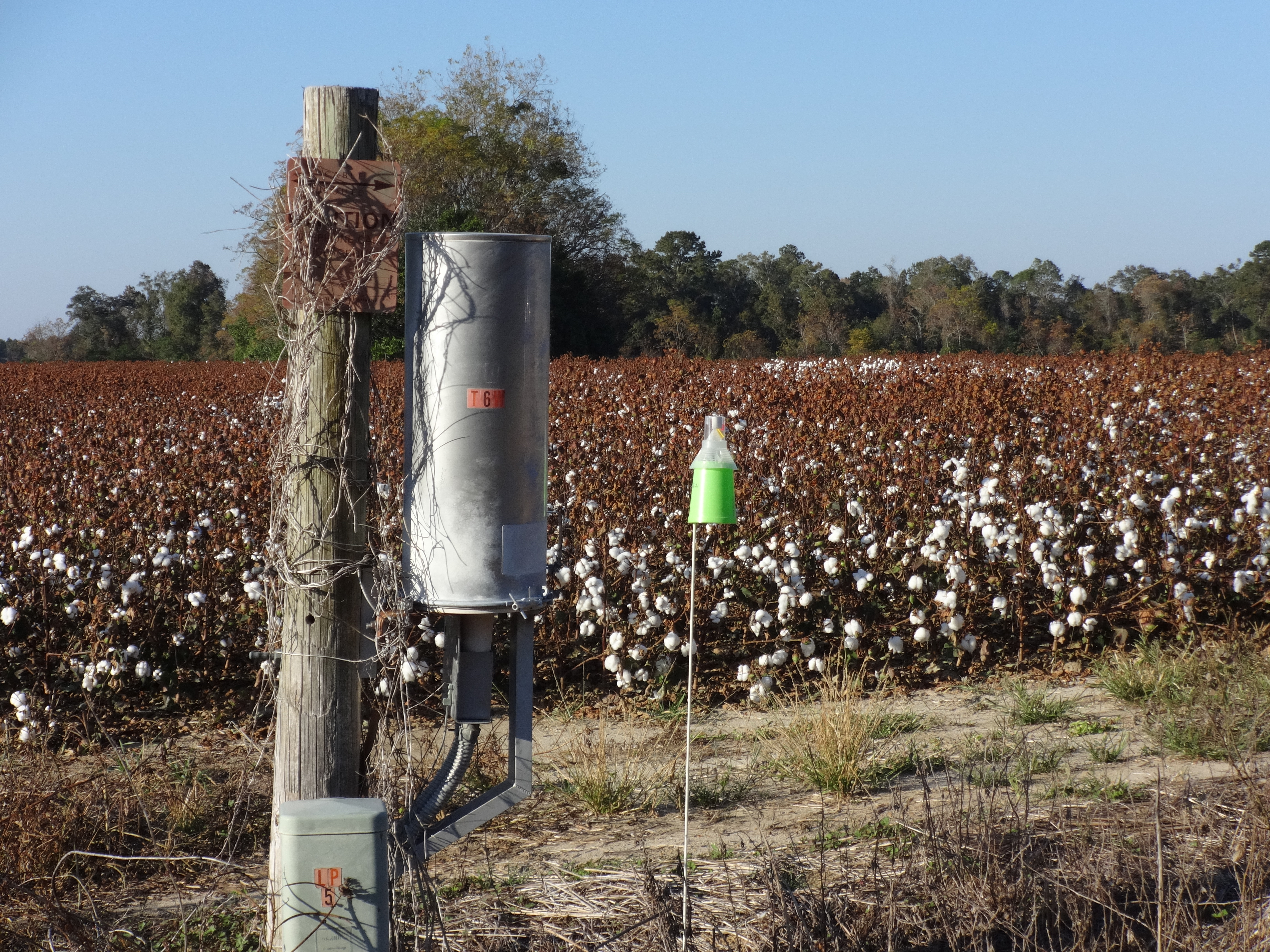
Pole bawełny w hrabstwie Brooks

W stanie tym za ponad trzy czwarte produkowanej energii elektrycznej odpowiadają gaz ziemny i energia jądrowa. Zasoby odnawialne, w tym biomasa, energia wodna i energia słoneczna, zapewniły około 12% produkcji energii elektrycznej w 2020 r., po raz pierwszy w historii przewyższając produkcję z węgla.

### Rolnictwo
Rolnictwo odgrywa znaczącą rolę w gospodarce Georgii, dostarczając miliardy dolarów rocznie. Stan regularnie zajmuje pierwsze miejsce w krajowej produkcji drobiu i jaj, a także jest czołowym producentem orzeszków ziemnych, pekan, bawełny, tytoniu, jagód i brzoskwiń. Inne dochodowe produkty to: kukurydza, wołowina, mleko, siano, arbuzy, papryka i ogórki.

## Prawo
W Georgii stosuje się karę śmierci. Od 1976 roku w stanie dokonano egzekucji 76 więźniów. Ostatnia egzekucja miała miejsce w styczniu 2020 roku.

## Uczelnie
- Uniwersytet Georgii, Athens[27]
- Instytut Techniczny Georgii, Atlanta
- Georgia State University(inne języki), Atlanta
- Uniwersytet Emory’ego, Druid Hills (Atlanta)
- Albany State University(inne języki), Albany
- Kennesaw State University(inne języki), Kennesaw i Marietta
- Augusta State University(inne języki), Augusta

## Symbole stanu
- Dewiza: Wisdom, Justice, and Moderation (Mądrość, sprawiedliwość, i powściągliwość)
- Przydomek: The Empire State of the South, Peach State
- Znaczenie przydomku: Imperialny Stan Południa, Stan brzoskwiniowy
- Symbole: róża Cherokee, dąb wirginijski, przedrzeźniacz rudy